# Marmalade (asigurare)
Marmalade este o companie de asigurări cu sediul în Regatul Unit a cărei activitate principală este asigurarea auto⁠(d) pentru tineri. Compania utilizează telematica, o tehnologie prin satelit care monitorizează utilizarea mașinii pe care compania o asigură. Aceasta monitorizează modul în care mașina este condusă, când este condusă și trimite informațiile înapoi la Marmalade. Aceste informații sunt utilizate pentru a modifica suma pe care Marmalade o percepe șoferului pentru asigurare; dacă compania identifică un șofer rău, îi va crește primele și poate anula polița. Din mai până în iulie 2011, această tehnologie a permis companiei să își reducă primele de asigurare cu 17 %, într-un moment în care tendința industriei era de creștere a primelor pentru șoferii tineri.
La Conferința Road Safety GB din 13 noiembrie 2009, compania a primit Premiul internațional pentru siguranță rutieră Prince Michael pentru contribuția sa la siguranța rutieră în Regatul Unit.

## Istorie
Marmalade a fost înființată în 2006 pentru a furniza asigurări auto și mașini noilor șoferi tineri. În 2008, compania a fost câștigătoarea categoriei Original Business Concept în cadrul premiilor BT Essence of the Entrepreneur. În martie 2013, Young Marmalade a fost combinată cu mărcile surori Intelligent Marmalade și Provisional Marmalade, pentru a exista sub numele Marmalade.